# Don Davis (Politiker)

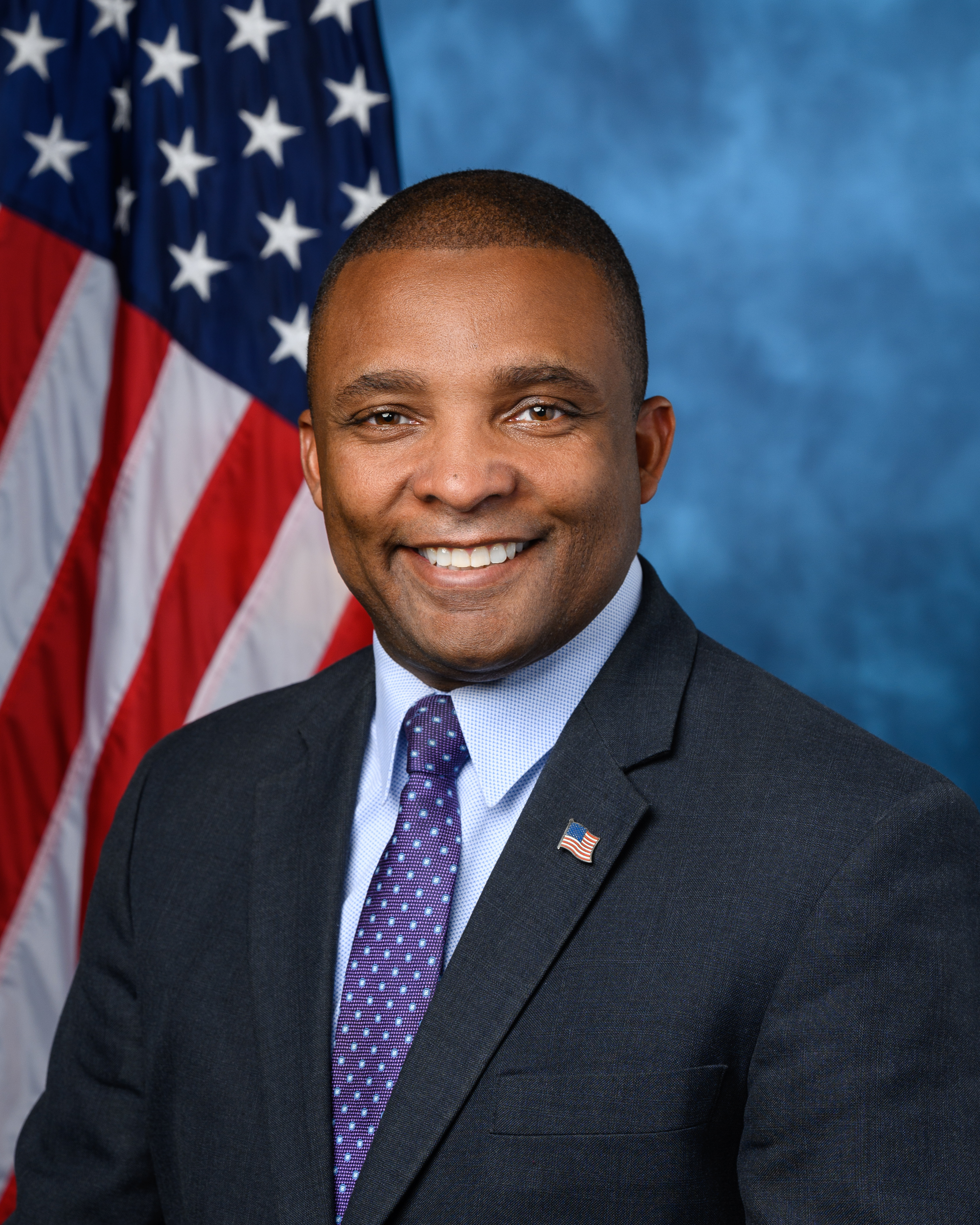
Don Davis (2023)

Donald Davis (* 29. August 1971 in Snow Hill, Greene County, North Carolina) ist ein US-amerikanischer Politiker der Demokratischen Partei. Seit Januar 2023 vertritt er den ersten Distrikt des Bundesstaats North Carolina im US-Repräsentantenhaus. Von 2009 bis 2011 und von 2013 bis 2022 war er Mitglied des Senats von North Carolina.

## Leben
Davis besuchte die MacArthur High School und arbeitete auf Tabakfeldern. 1994 erhielt er einen Bachelor of Science in Sozialwissenschaften von der United States Air Force Academy, worauf er seinen achtjährigen Dienst bei der United States Air Force, den Luftstreitkräften der Vereinigten Staaten begann. In dieser wirkte er u. a. in der Andrews Air Force Base und als mortuary officer. Er beendete seinen Dienst 2001 mit dem Rang eines Captains. Nachdem er 1997 einen Master of Science in Verwaltungswissenschaft von der Central Michigan University erhalten hatte, arbeitete er als Assistant Professor der Luft- und Raumfahrttechnik an der East Carolina University, von der er 2001 einen Master of Arts in Soziologie mit einem Fokus auf Regionalentwicklung erhielt und Adjunct Professor wurde, bis er 2007 einen Doctor of Education von der East Carolina University erhielt.
Er ist lay minister, mit Yuvonka Davis verheiratet und hatte mit ihr drei Söhne.

## Politische Laufbahn
Erste politische Erfahrungen sammelte Davis von 2001 bis 2008 als der jüngste Bürgermeister seiner Heimatstadt Snow Hill.
2008 kandidierte Davis für den fünften Distrikt des Senats von North Carolina und konnte die Wahl für sich entscheiden und wurde 2009 vereidigt. Da er die folgende Wahl 2010 gegen den Republikaner Louis Pate verlor, endete diese Amtszeit schon 2011. Nach der Neuverteilung North Carolinas Wahlkreise konnte er den fünften Distrikt zurückgewinnen und von 2013 bis 2022 ohne Unterbrechungen dieses Amt ausführen.
Er trat zurück, um in der Wahl zum Repräsentantenhaus 2022 für den ersten Distrikt North Carolinas zu kandidieren, der bisher von G. K. Butterfield vertreten wurde. Dieser trat nicht mehr zur Wahl an, um gegen das Gerrymandering der republikanisch kontrollierten North Carolina General Assembly zu protestieren. Nachdem sich Davis in den demokratischen Vorwahlen mit 63,2 % der Stimmen durchgesetzt hatte, gewann er mit 52,3 % den nunmehr zwischen Demokraten und Republikanern umkämpften Distrikt. Er wurde am 6. Januar 2023 als Mitglied des Repräsentantenhauses des 118. Kongresses vereidigt. Im 118. Kongress war er einer der vier demokratischen Abgeordneten, die am ehesten gegen die Parteilinie stimmten. So stimmte er für eine von Dan Newhouse eingebrachte Resolution, die die Energiepolitik Joe Bidens verurteilte, für einen von David Rouzer eingebrachten Gesetzentwurf zur Änderung des Clean Water Act und für einen von Lauren Boebert eingebrachten Gesetzentwurf zur Öl- und Gasförderung auf Bundesland.
Bei der Kongresswahl 2024 zum 119. Kongress hatte Davis keinen Herausforderer in der Demokratischen Partei, weshalb die Vorwahl seiner Partei abgesagt wurde. Er trat dann im November 2024 gegen die Republikanerin Laurie Buckhout und den Libertären Tom Bailey an und setzte sich mit 49,5 % durch. Davis aktuelle Legislaturperiode in dem  Repräsentantenhauses des 119. Kongresses dauert noch bis zum 3. Januar 2027.